# ۱۲۸۲ (خورشیدی)

## تولدها
- فاطمه پهلوی _ ملقب به همدم‌السلطنه پهلوی : فرزند رضا شاه پهلوی.
- بهمن - بزرگ علوی، نویسنده ایرانی
- آیت الله نورالدین قودجانی اشنی ( فقیه و واعظ اصفهان، وکیل )
- جلال تاج اصفهانی، از خوانندگان ایرانی
- غلام‌عباس آرام : سیاستمدار و از وزیران امور خارجه ایران در دوره پهلوی.
- 14 فروردین - ابوالحسن صبا : استاد برجسته موسیقی ، آهنگساز و نوازنده سرشناس ایرانی.
- 13 شهریور - تقی ارانی : فعال سیاسی کمونیست در ایران.

## درگذشت‌ها
- میرزا محمود خان بروجردی : پزشک ایرانی دربار مظفرالدین‌شاه قاجار .